# Sieg (motorfiets)

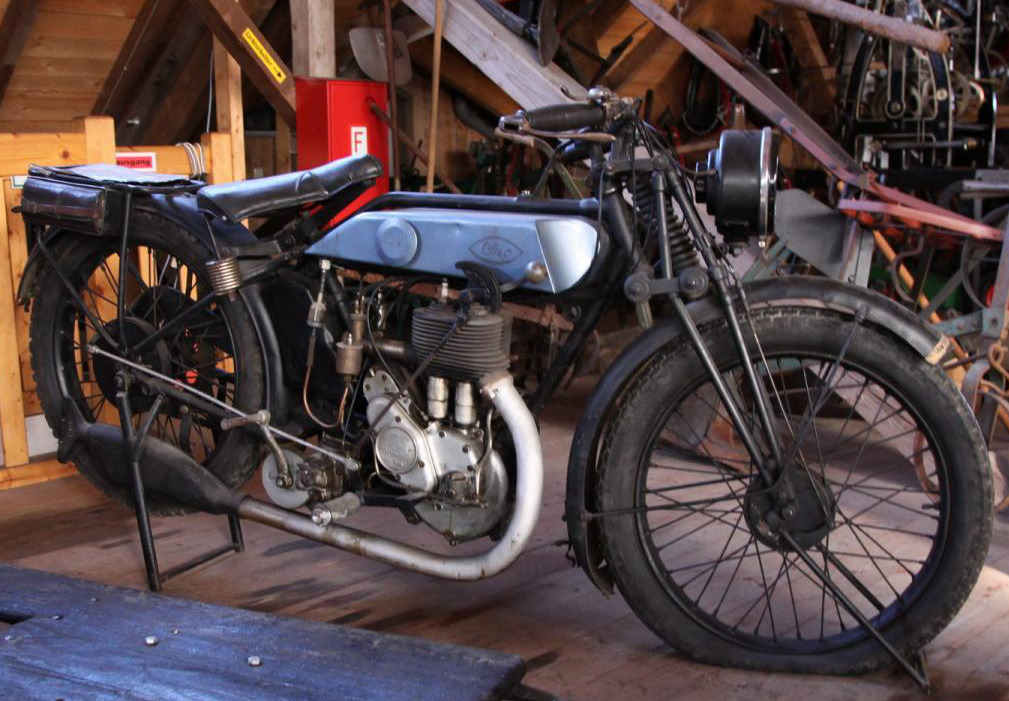
Sieg motorfiets

Sieg is een Duits historisch merk van motorfietsen.
De bedrijfsnaam was: Motorradfabrik H. Jüngst GmbH, Dahlbruch, Kreis Siegen
Toen H. Jüngst in 1922 begon met de productie van motorfietsen, was Sieg nog een van de honderden merkjes die in tijd in Duitsland op de markt kwamen. In 1925 verdwenen ruim 150 van deze merken weer door verschillende oorzaken: De concurrentie was heel groot en de meeste van deze merken hadden een kleine klantenkring in de eigen regio. Ze gebruikten meestal inbouwmotoren van andere merken die rond 1925 hun eigen motorfietsproductie beschermden door geen motoren meer aan derden te leveren.
Jüngst kocht niet alleen zijn motorblokken in, maar ook de frames, waardoor hij feitelijk alleen motorfietsen samenstelde en zo de ontwikkelingskosten bespaarde. Toen de Duitse leveranciers wegvielen (DKW leverde geen motoren meer, ILO startte zelf een productielijn van complete motorfietsen, Cockerell ging failliet, Alba en Hansa stopten) kon het merk Sieg blijven bestaan omdat Jüngst overstapte op buitenlandse merken als, Villiers, JAP, MAG en vooral Blackburne.
De Sieg-motorfietsen hadden dan ook een uitgebreid scala aan motoren van 110- tot 598 cc. Toch moest Sieg in 1930 de productie ook staken.